# Bleisee
Der Bleisee ist ein natürlicher, zu- und abflussloser See in der Schorfheide im nördlichen Brandenburg. Der sehr kleine See liegt auf dem Gebiet des Ortsteils Groß Dölln (Stadt Templin, Landkreis Uckermark). Er ist Teil des Naturschutzgebietes Bollwinwiesen/Großer Gollinsee und liegt damit im Biosphärenreservat Schorfheide-Chorin.

## Geographische Lage und Hydrographie
Der See liegt auf der Gemarkung des Ortes Bebersee, der 1960 zunächst nach Groß Dölln eingemeindet wurde. Seit der Eingliederung von Groß Dölln 2003 in die Stadt Templin ist Bebersee ein Gemeindeteil von Groß Dölln. Der nächstgelegene Ort ist Bebersee, der rd. 700 m östlich des Bleisee liegt. Zum Stadtzentrum von Templin sind es rund 12 km Luftlinie.
Der See ist ca. 0,5 ha groß, sein Wasserspiegel liegt auf ca. 56 m ü. NHN. Er hat keine Zu- und Abflüsse, der direkte Uferstreifen ist bewaldet. Es führen keine befestigten Wege zum See.

## Geschichte
Der See ist 1590 erstmals urkundlich erwähnt (Bley Seichen). 1622 hieß er Der Bley See, auf der Schmettau’schen Karte von 1767/87 ist er als Bley S. verzeichnet. Das Urmesstischblatt von 1826 verzeichnet ihn als Blei See. Der Name ist von der Karpfenfischart Blei, auch Brasse oder Brachse (Abramis brama) genannt, abgeleitet.